# Arachne
Arachne (Ара́хна) — полноэкранный интернет-пакет, содержащий графический веб-браузер, почтовый клиент и дозвонщик. Первоначально Arachne был разработан Михаилом Полаком под его ником xChaos. Браузер был написан на языке программирования C и скомпилирован с использованием Borland C++ 3.1. Arachne с тех пор был выпущен под GPL как Arachne GPL.
Arachne в основном работает на операционных системах на базе DOS, но также включает сборки для Linux. Версия Linux зависит от SVGALib, и поэтому не требует отображения графического сервера.

## Экран
Arachne поддерживает множество форматов файлов, протоколов и стандартов, включая видеорежимы от CGA 640×200 в монохромном режиме до VESA 1024×768 в режиме высокого цвета (65 536 цветов). Он предназначен для систем, в которых нет установленных оконных систем.
Arachne поддерживает несколько форматов изображений, включая JPEG, PNG, BMP, и анимированный GIF. Он поддерживает подмножество стандартов HTML 4.0 и CSS 1.0, включая полную поддержку таблиц и фреймов. Поддерживаемые протоколы включают FTP, NNTP для форумов Usenet, POP3, SMTP, и Gopher. Arachne включает полноценный набор соединений TCP/IP, который поддерживает некоторые коммутируемые и Ethernet-соединения. Однако Arachne не поддерживает JavaScript, Java, и SSL. Arachne можно расширить с помощью надстроек для таких задач, как просмотр фильмов DivX, воспроизведение MP3-файлов, чат IRC, RSS и просмотр документов в формате PDF.
Первая версия Arachne была 1.0 Beta 2, выпущенная 22 декабря 1996 года. Окончательная и официальная версия Arachne была 1.70R3 для DOS (выпущена 22 января 2001 года) и 1.66 beta для Linux (выпущена 20 июля 2000 года). Хотя было ещё несколько версий для DOS, развитие программы для Linux было бездействующим до 24 мая 2008 года, когда была выпущена бета-версия 1.93 для Linux. Текущая версия для DOS, поддерживаемая Гленном МакКорклом, по состоянию на 4 марта 2013 года, является 1.97. В 2006 году также был экспериментальный порт в Arachne, который назывался DPMI.

## Поддержка
Arachne поддерживает ограниченное подмножество таблиц стилей и HTML. Известно, что поддерживала версия 1.93:
| Стиль            | Псевдонимы      | Опции                          |
| ---------------- | --------------- | ------------------------------ |
| color            |                 | #rgb или #rrggbb или имя цвета |
| background-color | background      | #rgb или #rrggbb или имя цвета |
| font-size        |                 | %, px, pt                      |
| font-style       |                 | i[talics]                      |
| font-weight      |                 | b[old]                         |
| text-decoration  | font-decoration | u[nderline]                    |

## Производные браузеры
Программное обеспечение от xChaos лицензировало исходный код Arachne в Caldera UK в 1997 году. Caldera UK добавила дозвонщика Novell и стек TCP/IP, анимированные GIF-файлы, печать на множестве принтеров, JavaScript (бета-версия), дополнительную экранную клавиатуру для мыши, и SoftKeyboards, который полностью изменил дизайн браузера, реализовал собственную поддержку фреймов, используя Allegro для графики, и портировала его для компиляции в виде расширенного DOS-приложения с 32-разрядным защищённым режимом (с использованием DPMI и DJGPP, компиляторами GNU для DOS), в то время, как Arachne — это 16-битное приложение. Эта программа была продана как DR-WebSpyder; имя должно было ассоциировать его с DR-DOS, которым Caldera владела в то время.
DR-WebSpyder также стал неотъемлемой частью интернет-операционной системы тонкого клиента Caldera (IOS), первоначально называемой операционной системой Novell Internet (NIOS). NIOS был первоначально задуман в Европейском центре развития Novell Роджером Гроссом в 1994 году. Гросс предложил операционную систему с веб-браузером Thin Client как часть того, что стало известно, как инициатива Novell Embedded Systems Technology (NEST) для создания встроенных системных приложений, которые соединяют интеллектуальные устройства с сетями NetWare. Новая операционная система браузера состояла из 32-разрядных портов Novell, включая DR-DOS, дозвонщик Novell, стек TCP/IP, и лицензированные сторонние компоненты, включая виртуальную машину Java Kaffe (JVM), библиотеку видеоизображений Allegro и веб-браузер Mosaic. Caldera UK впоследствии прекратила разработку Mosaic в пользу Arachne.
В 1998 году Caldera также распространила бесплатную демоверсию DR-WebSpyder на загрузочной полностью автономной 3,5-дюймовой дискете. Это была фактически DRWebSpyder OS, за исключением JVM Kaffe, но настроена как слабосвязанные компоненты, в которых оболочка COMMAND.COM была заменена веб-браузером. На PC с процессором 80386 с объёмом памяти не менее 4 МБ, дискета загрузила минимальную систему на основе DR-DOS 7.02 с памятью, RAM-диском, модемом LAN, мыши, и драйверами дисплея, и автоматически запустилась в графический браузер, не касаясь жёсткого диска ПК. Пользователи могут начать просмотр сайтов в Интернете сразу после ввода своих учётных данных доступа.
DRWebSpyder достигла коммерческого успеха, в том числе встроена в Интернет-приставку как часть решения для доступа к Интернету.
Позже, когда Caldera передала DR-DOS своей дочерней компании Caldera Thin Clients, которая стала Lineo, браузер был переименован в Lineo Embrowser.